# Opel Commodore B
L'Opel Commodore B est un véhicule de catégorie grande routière du constructeur automobile Adam Opel AG, qui appartenait à l'époque au groupe américain General Motors (GM). En Afrique du Sud et dans certains pays européens, elle était vendu sous les noms de modèles Ranger A et Ranger B. La Commodore B fut introduite en mars 1972. Elle diffère de la Rekord D en ce qu'elle dispose d'un moteur six cylindres et d'un meilleur équipement.

## Historique du modèle

### Général
Opel a présenté la nouvelle Commodore B début 1972. Comme sa prédécesseur, la Commodore utilisait la carrosserie et la technologie de l'Opel Rekord, celle de la Rekord pour cette génération. L'Opel à moteurs six cylindres ne différait de la Rekord de milieu de gamme à moteurs quatre cylindres et plus simplement équipé que par des détails visuels tels que la calandre avec des bandes chromées et les feux arrière sous un cache noir mat. Seulement des moteurs six cylindres en ligne assuraient la propulsion. Ceux-ci produisaient entre 115 et 160 ch et faisaient accéléré la Commodore luxueusement équipée jusqu'à 200 km/h. En plus de la berline quatre portes, un coupé était également à nouveau disponible. La berline deux portes n'était plus proposée. Après plus de 140 000 unités, la production de la Commodore prend fin en juillet 1977.
Outre la berline et le coupé deux portes, certains prototypes ont été créés, un break cinq portes avec le moteur 2.8 à injection (par exemple pour l'Association allemande de ski), ainsi qu'un fourgon de livraison trois portes avec le moteur GS/E. Malgré le moteur six cylindres, ils étaient officiellement considérés comme des modèles de la gamme Rekord.
Entre janvier 1972 et juillet 1977, 140 827 véhicules ont été produits, dont 42 279 coupés.

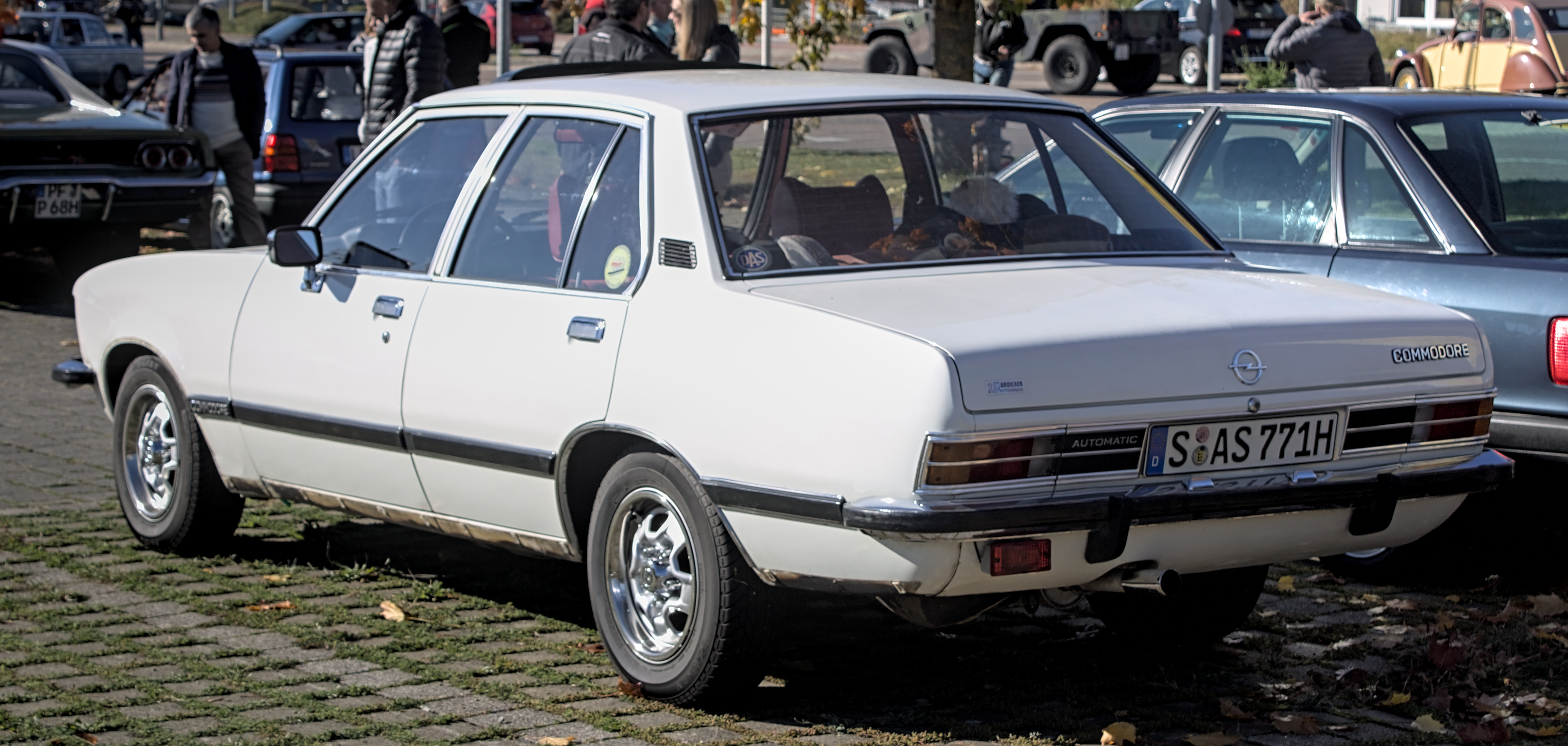
Vue arrière
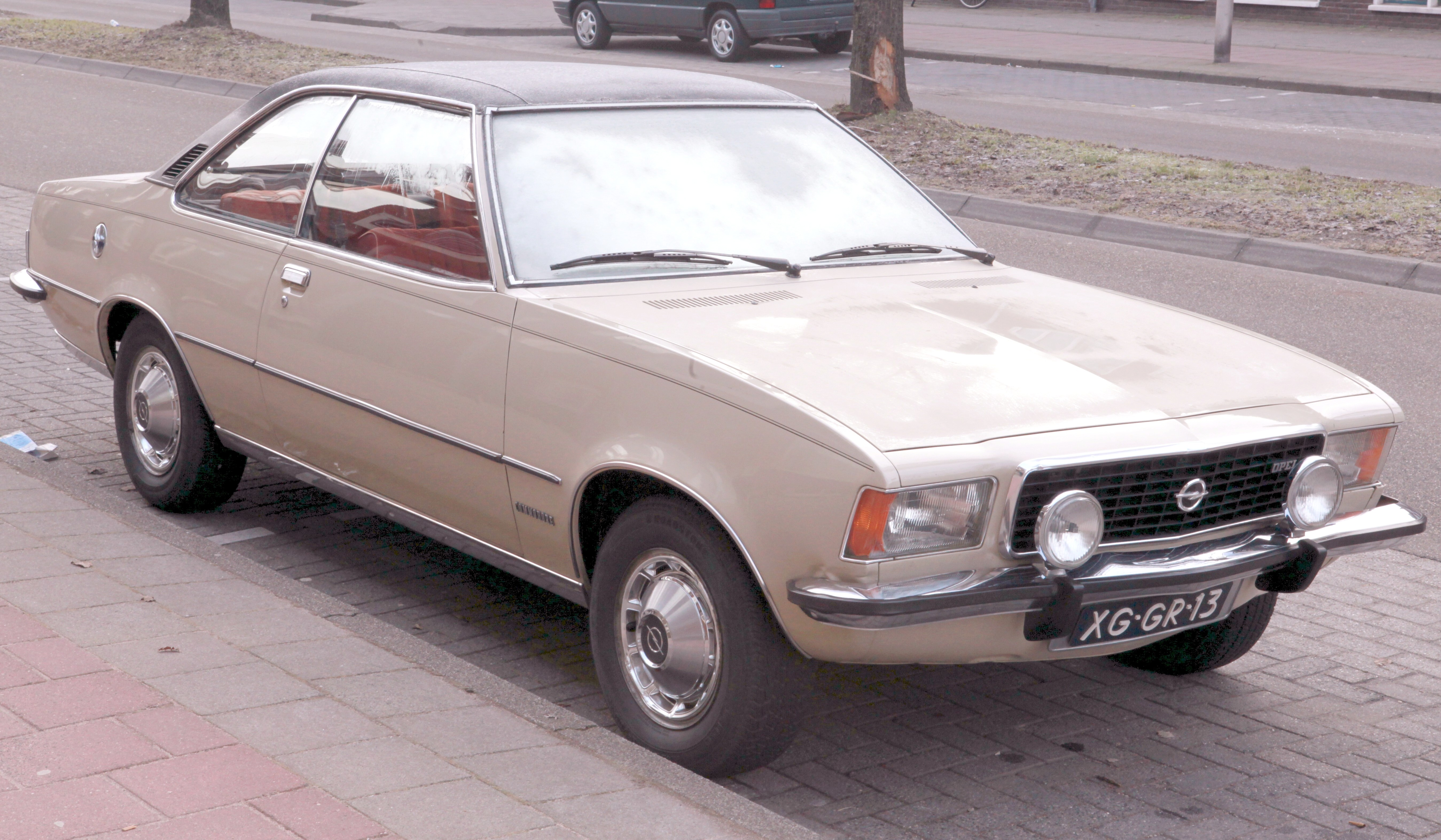
Opel Commodore coupé (1972–1977)
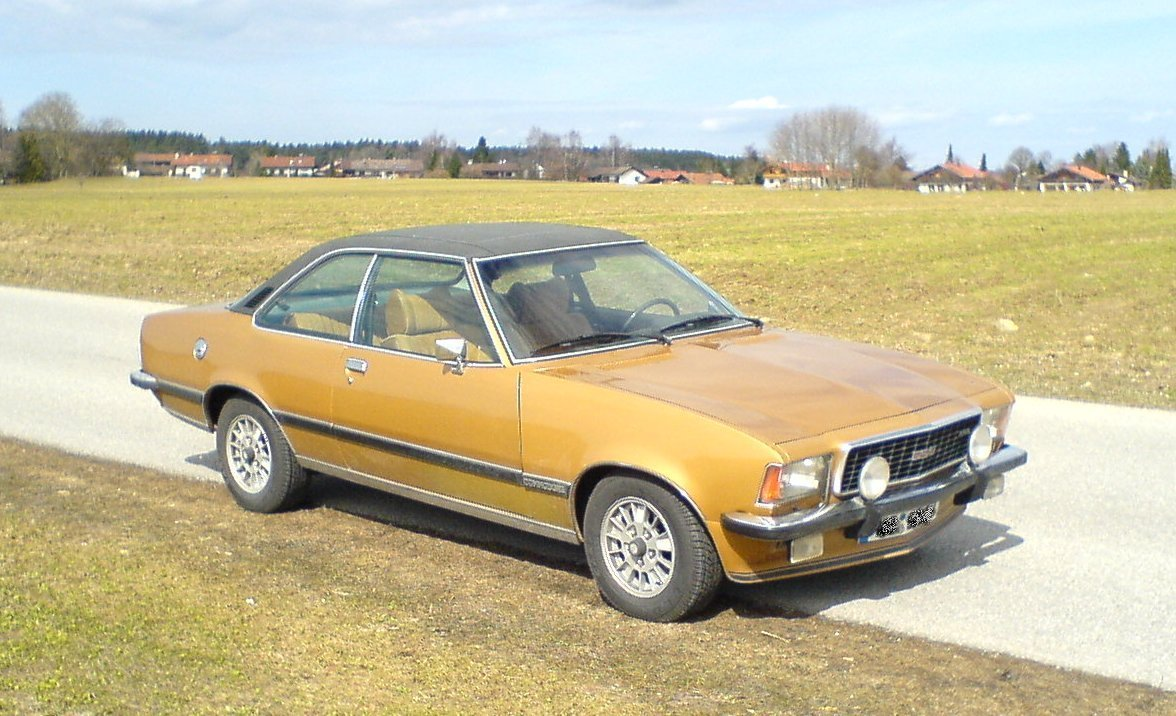
Opel Commodore GS/E coupé
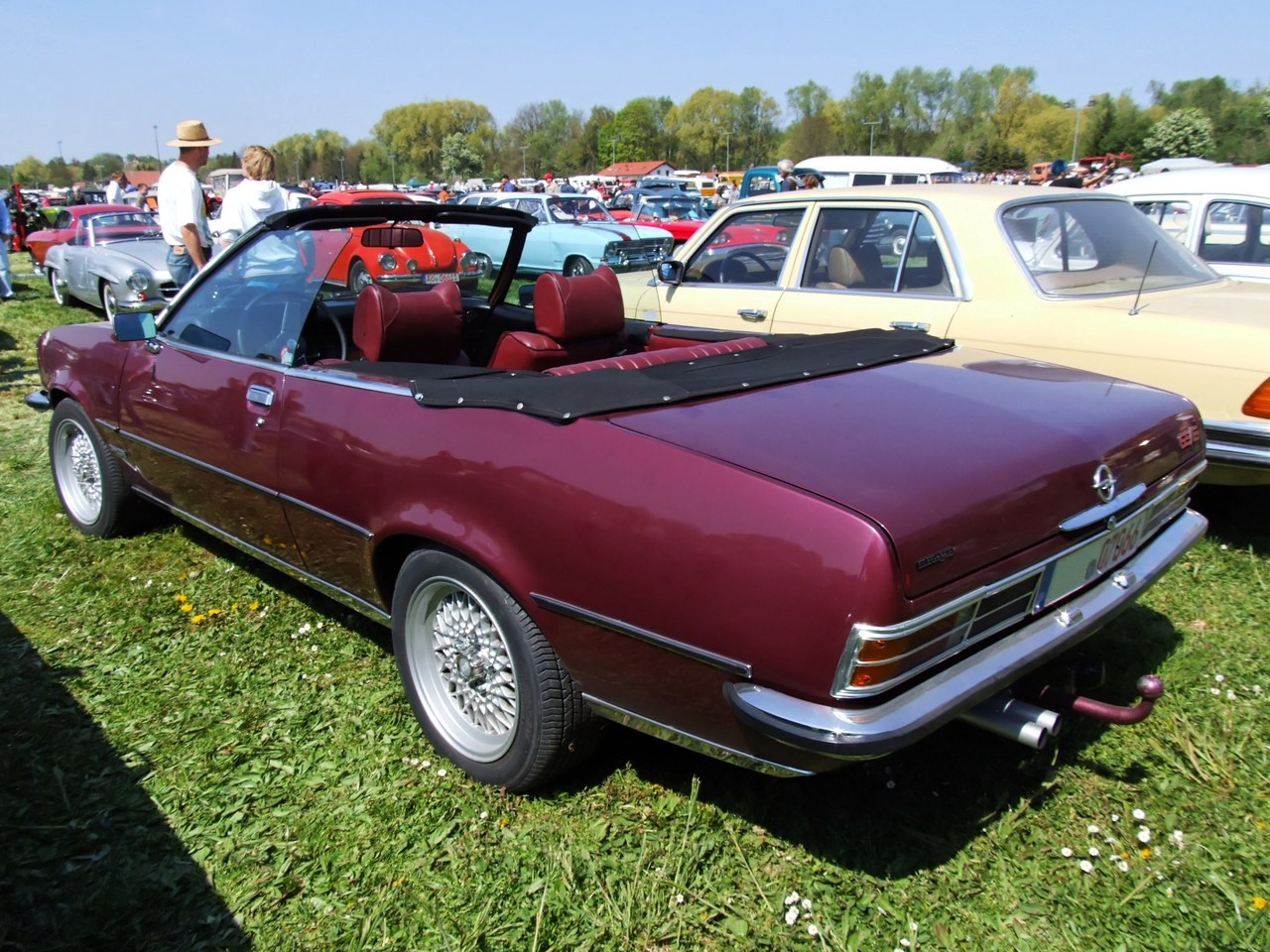
Opel Commodore GS/E cabriolet fait maison

### Variantes de moteur
- Commodore 2.5, 1972-1977 : moteur six cylindres en ligne, 1 carburateur à registre, 85 kW (115 ch)
- Commodore GS 2.5, 1972-1973 : moteur six cylindres en ligne, 2 carburateurs à registre, 96 kW (130 ch)
- Commodore 2.8, 1973-1977 : moteur six cylindres en ligne, 1 carburateur à registre, 96 kW (130 ch); 95 kW (129 ch) à partir de 03/1975
- Commodore GS 2.8, 1973-1975 : moteur six cylindres en ligne, 2 carburateurs à registre, 104 kW (142 ch); 103 kW (140 ch) à partir de 03/1975
- Commodore GS/E 2.8, 1972-1977 : moteur six cylindres en ligne, injection électronique D-Jetronic de Bosch, 118 kW (160 ch); 114 kW (155 ch) à partir de 03/1975

La GS/E 2.8 était le modèle haut de gamme avec une vitesse de pointe de 200 km/h (coupé) ou 195 km/h (berline). Le système d'injection électronique D-Jetronic de Bosch était utilisé. Au départ, seule la GS/E était équipée de série d'une direction assistée, mais à partir de 08/1975, tous les véhicules étaient équipés d'une direction assistée en tant que composant standard.